# 中田あやめ
中田 あやめ（なかだ あやめ、旧姓：今井、英語：Iris Nakada、1881年4月15日 - 1939年9月14日）は、ホーリネス教会の創始者、監督・中田重治の二番目の妻。昭和のホーリネス・リバイバルの中心的な人物。東京聖書学院の舎監として大きな勢力を振るった。

## 生涯

### 初期
1881年(明治14年)4月15日仙台市で、父今井善五郎、母よねの長女として生まれた。後に妹の梅代と弟の剛が生まれる。小学校を卒業する時に、外国人の宣教師に導かれて信仰を持った。
日本メソジスト教会付属の女学校に入り、1898年(明治31年)3月に卒業する。卒業後横浜の聖経女学校に入学したが、学費がなかったので、同校の一学科を受け持つことによって、その謝礼で学費をまかなって学んで卒業した。

### メソジストの伝道師時代
卒業後、メソジスト教会婦人伝道師として各地で伝道した。
小樽に在住の時に、日本ホーリネス教会の監督中田重治が巡回してリバイバル集会を開催したのに出席し、その時きよめの体験を受けた。
1910年(明治43年)ハワイに渡るために上京するが、検疫の結果トラホームで許可されなかった。そこで、千葉県佐原町のメソジスト教会で働くことになった。

### 結婚
1911年(明治44年)3月に中田重治がかつ子夫人を失い、4子を抱えているのを見てあやめは深く同情した。中田が再婚を思い立つと、今井あやめを一候補として挙げた。側近の牧師たちの賛成を得て、あやめと1911年(明治44年)8月に結婚した。

### 病と神癒
結婚直後の1912年(明治45年)3月頃に腸結核を患い危篤になるが、薬を飲まずに神に頼って癒される。1912年(明治45年)7月に明治天皇が崩御した頃に、宮城県の実家の今井家に継子の豊を連れて精神的疲労のために静養に行く。
あやめの精神的疲労のために、帰京をあやぶんだ親戚もいた。その頃夫の重治が急性リューマチに罹り関節痛で病床に伏せると、実家より東京に帰り夫の看病をした。夫の看病をしているうちに、あやめも下腹部に痛みを訴えて病の床に伏せった。療養のために夫と共に熱海温泉に約1ヶ月滞在して、帰京した。その後、出産するが死産になる。その後腸結核と診断される。
絶望的な病状に陥るが、周囲の人の祈りにより二週間後奇跡的に回復する。後にこの経験を『死の陰の谷を脱出す』という題で聖潔の友で発表する。さらに、流産が原因で5年後の1917年(大正6年)に腹膜炎になり衰弱したが、丹羽平三郎、小原十三司らと膏を注いで祈ったところ癒された。

### ホーリネスの教職

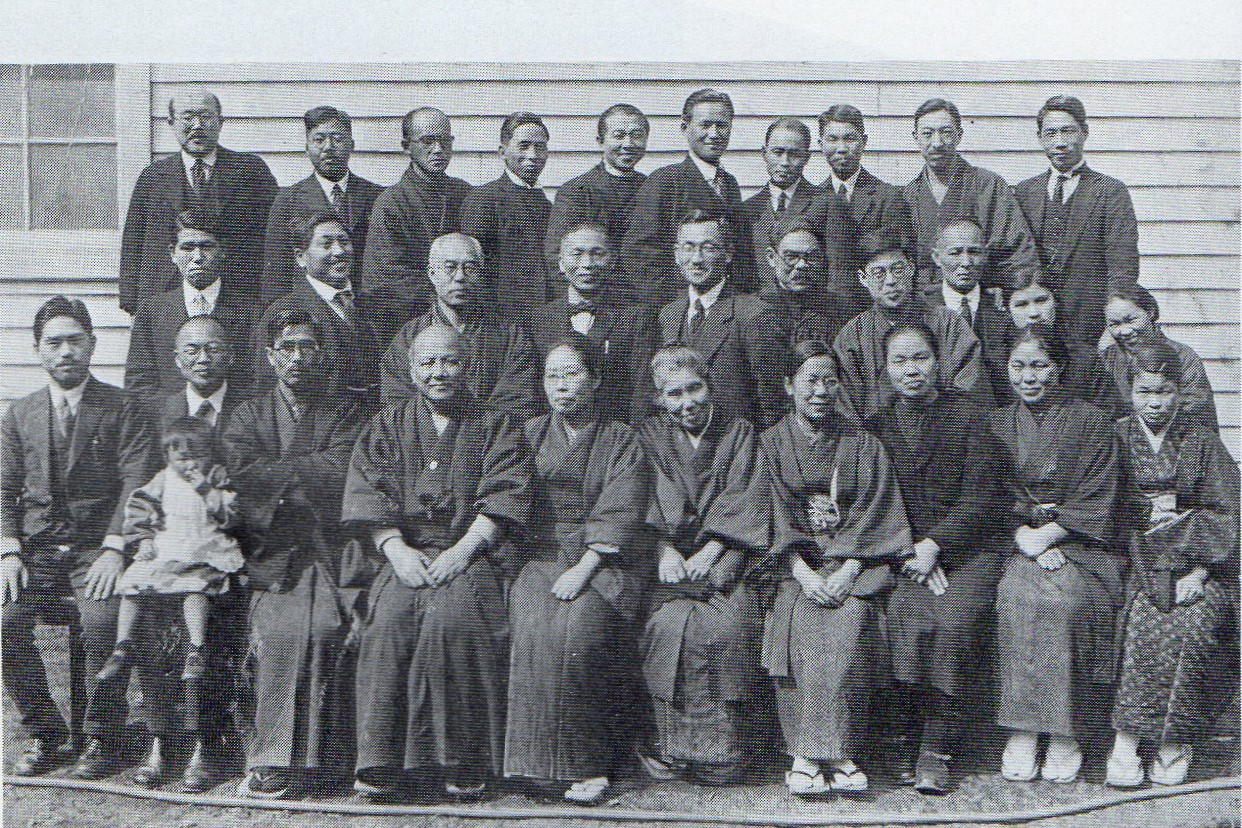
聖書学院教役者会、中田は前列左から5人目、右隣は夫重治

1929年(昭和4年)の日本ホーリネス教会の年会で、12名男子と共に按手礼を受けて、正式に教職になる。
1930年(昭和5年)に東京聖書学院で昭和のホーリネス・リバイバルが起こる。あやめは舎監として修養生に大きな影響を与えた。リバイバルが過熱していく中で1932年(昭和7年)の頃から、あやめは逸脱しはじめ、あやめの指導により、修養生が神学書や冬物の衣料を燃やした。そして、あやめとの確執が原因で、同じくホーリネスの教職であった継子の羽後が聖書学院を去る。

### 晩年
1939年(昭和14年)9月14日癌のために柏木の自宅で死去する。死の直前羽後と手を取り合って和解して、『十字架でね』と言った。9月16日聖書学院大講堂で葬儀が執行された。墓所は多磨霊園。